# 巴里冰川
巴里冰川（英語：Bary Glacier），是南極洲的冰川，位於南喬治亞島，處於克里斯托弗森冰川以南，在1982年由英國南極名稱諮詢委員會命名，現時由英國海外領土管轄。